# Polnisches Sozial- und Kulturzentrum
Das Polnische Sozial- und Kulturzentrum (POSK), polnisch Polski Ośrodek Społeczno-Kulturalny, englisch Polish Social and Cultural Association, kurz POSK Polish Centre, in der britischen Hauptstadt London ist ein Kultur- und Gemeinschaftszentrum der polnischen Gemeinde im Vereinigten Königreich.

## Geschichte
Als Folge des deutschen Überfalls auf Polen und der sowjetischen Besetzung Ostpolens mussten viele Polen ihr Land verlassen. Im Oktober 1939 konstituierte sich als legitime Nachfolgerin der in Rumänien internierten polnischen Regierung die polnische Exilregierung, deren Sitz zunächst Paris und danach Angers war. Kurz vor der Kapitulation Frankreichs im Juni 1940 wählte sie London, um von dort aus unter anderem die polnischen Streitkräfte im Westen zu koordinieren.
London wurde so zu einem wichtigen Zentrum für viele polnische Emigranten. Dies blieb auch so nach Gründung der realsozialistischen Republik Polen (1944) und der bedingungslosen Kapitulation der Wehrmacht (1945). Viele Polen entschieden sich, weiter im britischen Exil zu bleiben und nicht in die Volksrepublik Polen zu gehen, wie ihr Land unter Führung der kommunistischen Polnischen Vereinigten Arbeiterpartei ab 1952 hieß. So blieb London weiterhin europäisches Zentrum der polnischen Exilanten.

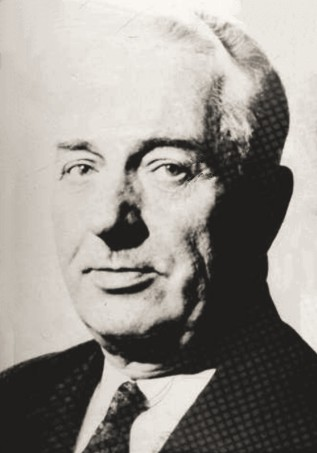
Roman Wajda gründete das POSK

Am 23. Juli 1964 wurde auf Initiative von Roman Wajda (1901–1974), polnischer Ingenieur, Offizier und Professor, das POSK in London gegründet. Er war auch dessen erster Vorsitzender und organisierte erste öffentliche Treffen der polnischen Gemeinde im britischen Exil. Ab 1972 sorgte er für den Bau des heutigen Gebäudes im Londoner Stadtteil Hammersmith, das 1974, in seinem Todesjahr, eröffnet werden konnte. Leider war es ihm nicht vergönnt, die Realisierung seines Lebenstraums mitzuerleben. Er starb am 8. Dezember, drei Wochen vor Abschluss der Arbeiten und der Eröffnung des POSK-Gebäudes am 29. Dezember 1974.
Das POSK blieb seitdem das Zentrum der polnischen Gemeinde im Vereinigten Königreich. Der letzte Teil des Gebäudes, in dem sich das Theater befindet, wurde 1982 fertiggestellt und eröffnet. Getreu seinem Wahlspruch „Zum Wohle Polens und der freien Polen“ ist das POSK ein gemeinsames Zuhause für alle Polen. Im Jahr 2014 feierte es seinen 50. Geburtstag.
Das POSK-Gebäude beherbergt zahlreiche polnische Organisationen, darunter:
- die Polnische Bibliothek (Biblioteka Polska),
- die Polnische Union (Zjednoczenie Polskie),
- das Piłsudski-Institut (Instytut Piłsudskiego),
- die Polnische Universität im Ausland (Polski Uniwersytet na Obczyźnie) PUNO und
- die Polnische Wissenschaftliche Gesellschaft im Ausland (Polskie Towarzystwo Naukowe na Obczyźnie) PTNO.

Am 26. Juni 2016, kurz nach dem Brexit-Referendum, wurde der Haupteingang des POSK mit Graffiti besprüht. Die Täter konnten nicht ermittelt werden.

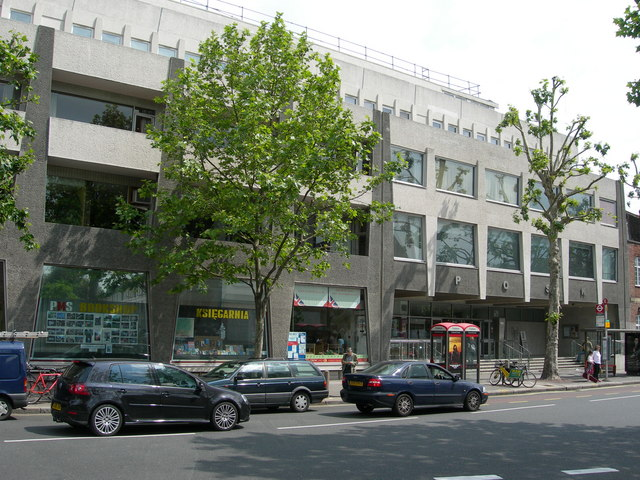
Das POSK-Gebäude in der Londoner King Street (2008)
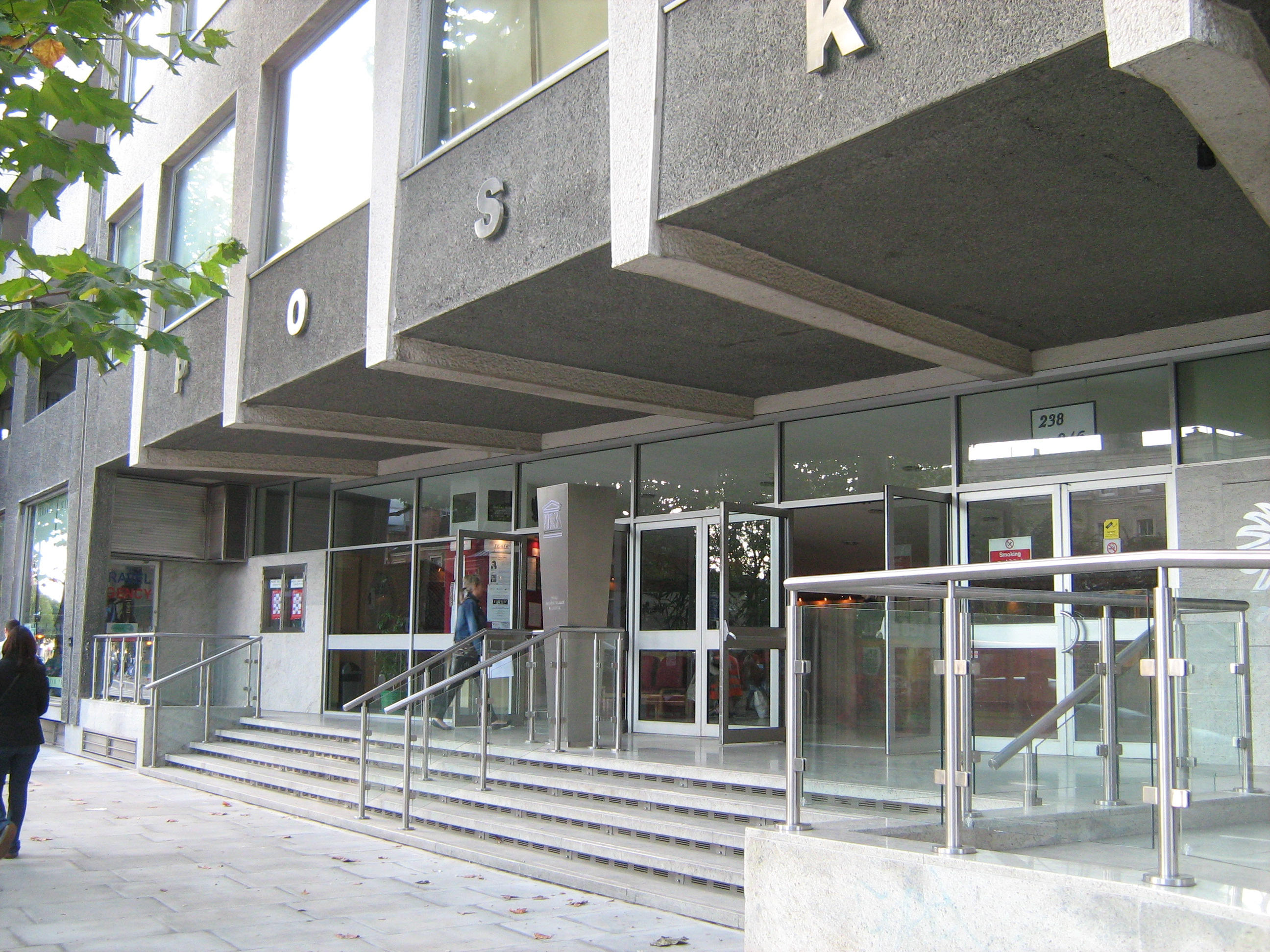
Eingang zum POSK-Gebäude (2009)
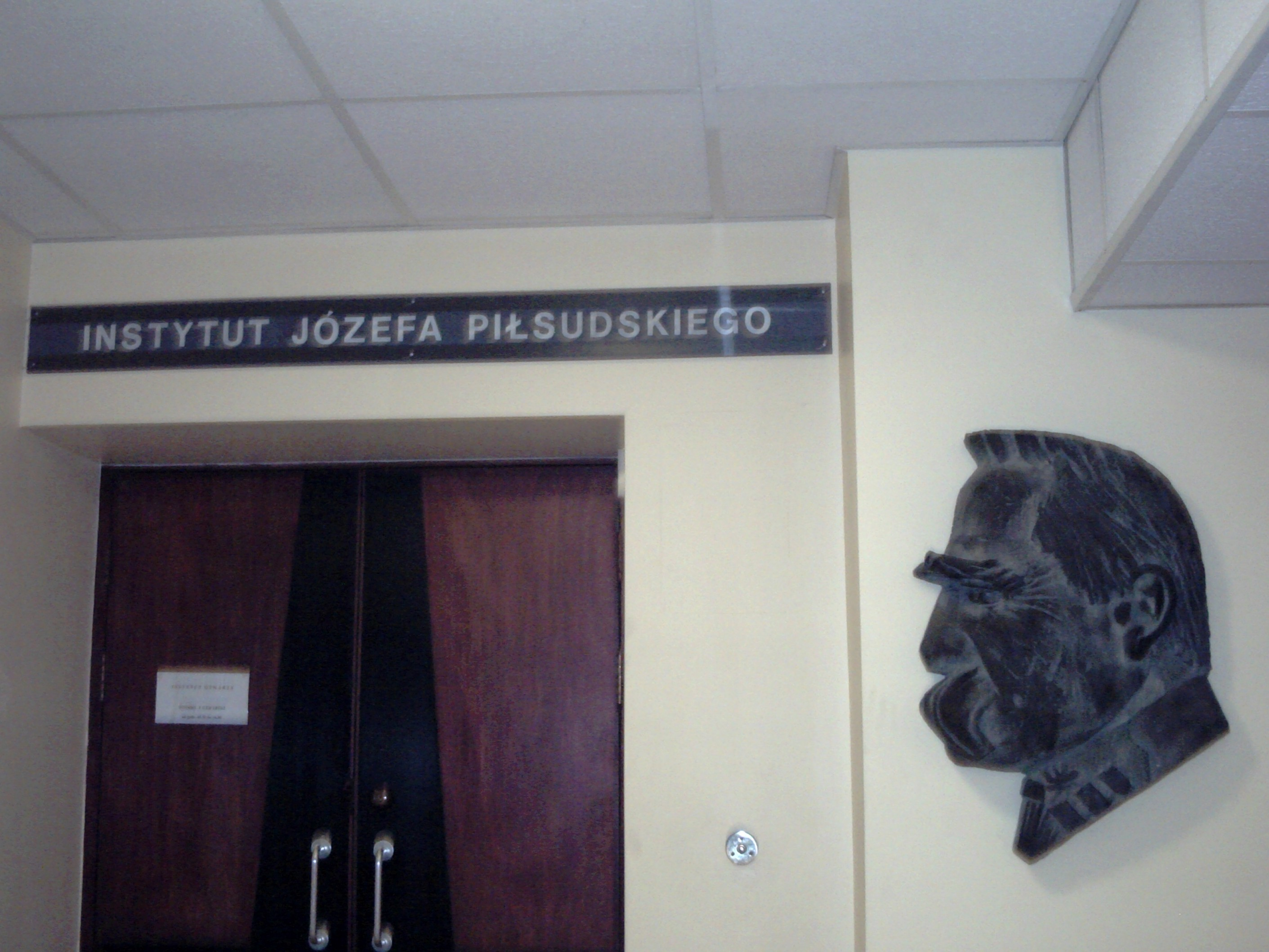
Eingang zum Piłsudski-Institut innerhalb des POSK-Gebäudes (2008)
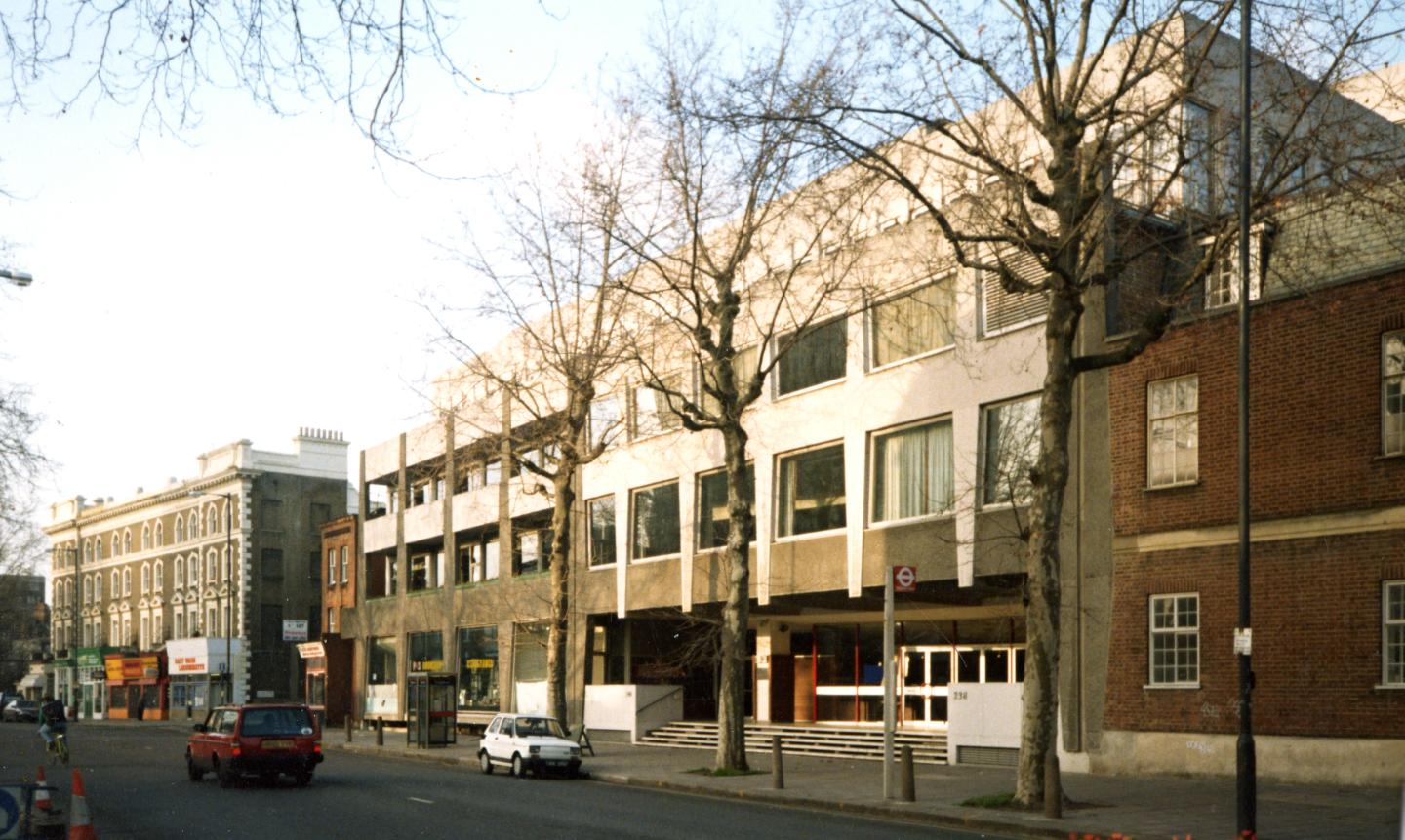
Das Gebäude im Jahr 1992